# موسسه دموکراسی اسرائیل
موسسه دموکراسی اسرائیل (به اختصار IDI؛ عبری: המכון הישראלי לדמוקרטיה‎) در سال ۱۹۹۱ تأسیس شد. این موسسه یک مرکز تحقیقاتی مستقل است که تلاش می‌کند دموکراسی را در میان اسرائیلی‌ها گسترش دهد و پایه‌های دموکراسی اسرائیل را از نو در اورشلیم بنا کند.

## تاریخچه

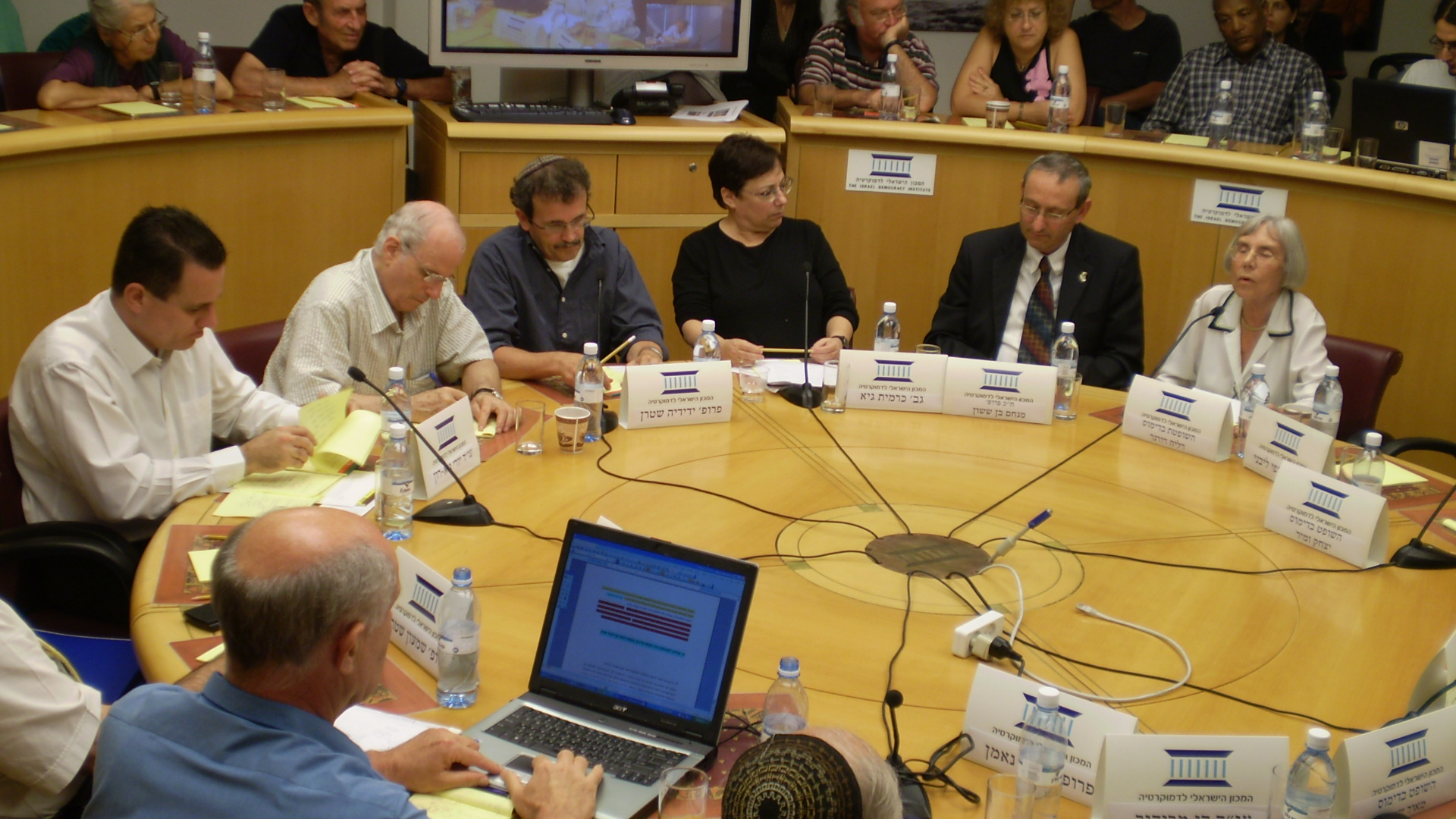
میزگرد و بحث در مورد دموکراسی، موسسه دموکراسی اسرائیل

موسسه دموکراسی اسرائیل (IDI) در سال ۱۹۹۱ به عنوان «مرکز تحقیقات و اقدامات اختصاص یافته به تقویت پایه‌های دموکراسی اسرائیل» تاسیس شد. هاآرتس IDI را به عنوان یک «اندیشکده حامی دموکراسی» توصیف می‌کند، در حالی که خود IDI تمایل دارد به عنوان «مرکز ایجاد دموکراسی» معرفی شود. IDI به طور کلی به عنوان یک جناح چپ‌گرا در سیاست در مقابل جناح راست‌گرای «انجمن سیاسی کوهلت» معرفی می‌شود.
بودجه IDI از طریق شخصی آمریکایی به نام برنارد مارکوس تامین می‌شود.
IDI چند مقر دارد که همگی در اورشلیم قرار دارند.

## فعالیت‌ها
در نوامبر ۲۰۲۲، IDI یک کمپین عمومی در مورد اصلاحات قضایی اسرائیل به راه انداخت. کارنیت فلوگ، معاون پژوهشی این موسسه، یکی از اولین افراد معتبری بود که موضوع تأثیر بالقوه اصلاحات بر اقتصاد اسرائیل را پیش کشید و در مورد آن صحبت کرد.
هدف از پیش کشیدن این موضوعات، تقویت ارزش‌ها و نهادهای اسرائیل به عنوان یک کشور یهودی و دموکراتیک بوده است. این اندیشکده غیر حزبی موفق به کسب جایزه اسرائیل از سوی دولت اسرائیل شده است.
در سال ۲۰۱۴، یوهانان پلسنر به عنوان رئیس این موسسه انتخاب شد. در سال ۲۰۱۸، یووال شانی، معاون پژوهشی همین موسسه، به عنوان رییس کمیته حقوق بشر سازمان ملل متحد انتخاب شد.
تا سال ۲۰۱۵، موسسه دموکراسی اسراییل نشریه‌ای به نام HaAyin HaShevi'it (چشم هفتم) را منتشر می‌کرد.

## جایزه و رتبه
در سال ۲۰۰۹، IDI به خاطر «ایجاد دستاوردهای ماندگار و کمک ویژه به جامعه و دولت اسرائیل»، جایزه اسرائیل را دریافت کرد. در گزارشی به نام 2014 Global Go To Think Tanks Report که در سال ۲۰۱۴ توسط دانشگاه پنسیلوانیا منتشر شد، از میان تمام اندیشکده‌های شناخته شده در جهان، این موسسه در رتبه ۲۳ بهترین اتاق فکر در خاورمیانه و آفریقای شمالی معرفی شد.

## همچنین ببینید
- اتحادیه بین‌المللی پیکار خلق‌ها
- انجمن ملی حق رأی زنان آمریکایی
- بنیاد شبکه جهانی زندگی سیاهان اهمیت دارد
- جمعیت ایرانی دفاع از آزادی و حقوق بشر
- آمی آیالون
- رای‌دهندگان سیاه‌پوست مهم هستند